# Sofivka (Bíljorod-Dnistrovski)
Sofivka (en ucraniano: Софіївка, romanizado: Sofiivka) es un pueblo ucraniano perteneciente al óblast de Odesa. Situado en el suroeste del país, es parte del raión de Bíljorod-Dnistrovski y del municipio (hromada) de Shabo.

## Toponimia
El nombre del asentamiento en otros idiomas de importancia en el asentamiento es Sofievka (en ruso: Софиевка) o Sofiental (en alemán: Sofiental; en rumano: Sofiental).

## Geografía
Sofivka forma parte de la región histórica de Budyak.

## Historia
Sofiental fue fundado en 1863 por orden de la condesa Sofía Demídov por colonos alemanes luteranos de las comunidades de Großliebental, Alexanderhilf y Neuburg en lo que entonces era gobernación de Jersón del Imperio ruso.
En 1945, tras la expulsión de los alemanes locales, el pueblo de Sofiental pasó a llamarse Sofivka por decreto de la RSS de Ucrania.

## Demografía
La evolución de la población de Sofivka entre 1989 y 2001 fue la siguiente:
| 575                                                           | 540 |
| (Fuente: Cities & Towns of Ukraine y UKRAINE: Größere Städte) |     |

Según el censo de 2001, la lengua materna de la mayoría de los habitantes, el 74,63%, es el ucraniano; 17,96% del ruso; y del rumano, 6,3%.

## Personas destacadas
- Igor Turchin (1936-1993): entrenador de balonmano soviético ucraniano con tres medallas olímpicas y cinco en campeonatos mundiales.